# Choh Hao Li
Choh Hao Li (Guangzhou, China, 21 de abril de 1913 - Estados Unidos, 28 de novembro de 1987) foi um bioquímico sino-americano.
Formado pela Universidade de Nanquim, emigrou em 1935 para os EUA e fez pós-graduação na Universidade da Califórnia, tornando-se professor e pesquisador.
Entre pesquisas com glândula pituitária e o hormônio adrenocorticotrófico, Hao Li anunciou em 1971, juntamente com Donald Yamashiro, a obtenção do hormônio responsável pelo crescimento do corpo humano.